# Echymipera echinista
Echymipera echinista är en pungdjursart som beskrevs av Archibald Menzies 1990. Echymipera echinista ingår i släktet taggpunggrävlingar och familjen punggrävlingar. IUCN kategoriserar arten globalt med kunskapsbrist. Inga underarter finns listade.
Pungdjuret är bara känt från två mindre områden på centrala och södra Nya Guinea. Som habitat antas galleriskog.